# Научное фэнтези

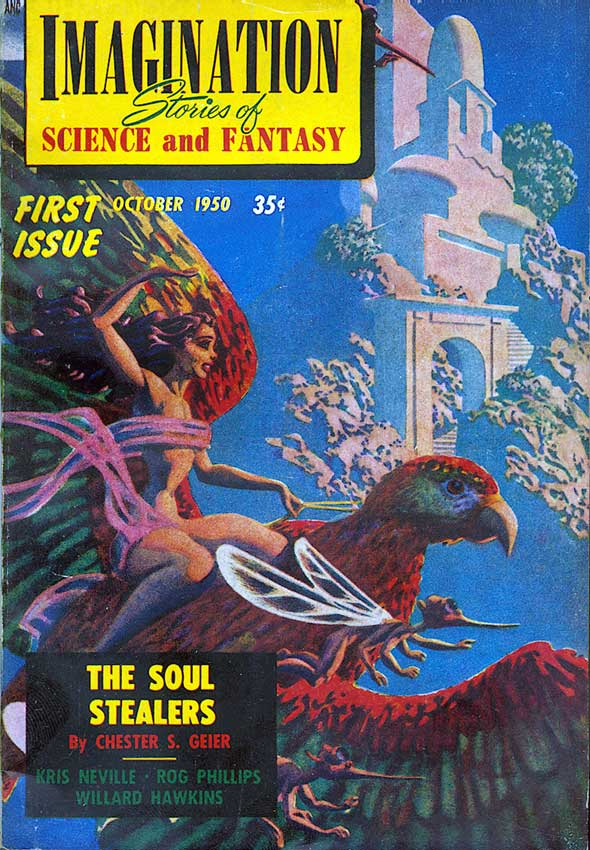
Обложка журнала «Imagination», № 1 (октябрь 1950 год)

Нау́чное фэ́нтези (англ. Science fantasy) — гибридный жанр или поджанр фантастики, основанный на соединении свойств и элементов научной фантастики и фэнтези. От научной фантастики заимствуется антураж, контекст, логическое обоснование, темы и сюжеты, а от фэнтези — дух, приёмы и атмосфера. Подобно научной фантастике, для конструирования вымышленных миров в научном фэнтези используются фантастические допущения на основе науки, созданный мир напоминает миры научной фантастики; подобно фэнтези, для жанра характерны мистика, магия и волшебство, обращение авторов к мифам и фольклору.
Вокруг жанра велись литературоведческие дискуссии; истоки научного фэнтези находят в XIX веке, жанр активно развивался в XX веке. Черты научного фэнтези встречаются у многих авторов, от Эдгара Берроуза, Клайва Льюиса и Спрэга де Кампа до Роджера Желязны, Андре Нортон и Джона Краули. Характерными образцами жанра считаются серия книг об «Умирающей Земле» Джэка Вэнса и цикл «Книга Нового Солнца» Джина Вулфа.
Близкими к научному фэнтези жанрами или смежными с ним являются технофэнтези, в котором сосуществуют или соединяются технологии и магия, стимпанк-фэнтези, планетарная фантастика. Произведения научного фэнтези могут включать в себя элементы литературы ужасов, альтернативной истории и других направлений. В XXI веке черты научного фэнтези находят в кинематографе, например, в медиафраншизе «Кинематографическая вселенная Marvel» и фильме «Аватар».

## Истоки
Литературовед Брайан Аттебери отмечал, что в истории научной фантастики и фэнтези многие авторы обращались к обоим жанрам, от Эдгара Аллана По, Натаниэля Готорна, Марка Твена и Герберта Уэллса и до современных писателей. Среди предшественников идей о синтезе двух жанров фантастики — произведения Вольтера «Микромегас» и Д. Эстора «Путешествие в другие миры» (где космические полёты служат средством мистического общения человеческих душ). Литературовед О. Анинимова видела истоки научного фэнтези в романтизме, называя предшественником гибридной формы «Песочного человека» Эрнста Гофмана; Аттебери упоминал «Фауст» Гёте. Литературовед Карл Мальмгрен относил к научному фэнтези «Повесть о приключениях Артура Гордона Пима» Эдгара По и «Путешествие к центру Земли» Жюля Верна. Дарко Сувин считал, что поджанр восходит по меньшей мере к «Странной истории доктора Джекила и мистера Хайда» Стивенсона, упоминая «Короля в жёлтом» (1895) и «Создателя лун» (1896) Роберта Чемберса. В качестве одного из первых примеров слияния двух жанров называется рассказ Герберта Уэллса «Человек, который мог творить чудеса» (1898) — сказка, объяснённая с точки зрения законов физики.
Термин science fantasy впервые использовал Уэллс. В журналах термин встречается с 1931 года в качестве синонима научной фантастики (годом позже его употребил, например, Форрест Акерман). В некоторых языках (итальянский и китайский) перевод английского science fantasy использовался для обозначения научной фантастики.

## Общая характеристика. Полемика о жанре

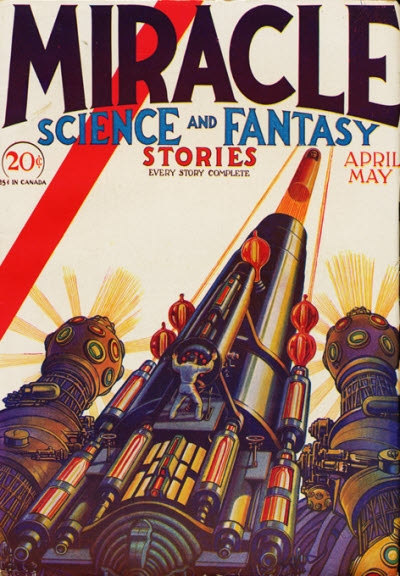
Обложка апрельско-майского номера журнала Miracle Science and Fantasy Stories за 1931 год. Работа выполнена Эллиотом Долдом.

Научное фэнтези — спорное понятие, этот жанр (или поджанр) характеризуется промежуточным положением между двумя противостоящими друг другу жанрами; Питер Николс в The Encyclopedia of Science Fiction (электронная версия) определял научное фэнтези как «гибридный жанр, смешивающий и элементы научной фантастики и фэнтези», отмечая, что понятие так и не получило точную дефиницию. В The Encyclopedia of Fantasy 1997 года под редакцией Джона Клюта понятие рассматривалось более подробно, хотя давалось схожее определение: в статье цитировалось мнение критика Гэри К. Вулфа, в книге «Критические термины научной фантастики и фэнтези: глоссарий и руководство для научных исследований» 1986 года предложившего рассматривать научное фэнтези как «жанр, в котором приёмы фэнтези используются в научно-фантастическом контексте (который связан с реальным миром, но удалён от него во времени и пространстве или находится в ином измерении)». По оценке литературоведа Вивиан Берг, Питер Николс в большей степени сближал жанр с научной фантастикой.
Жанр соединяет научные и магические способы управления вымышленными мирами, поэтику фэнтези и поэтику научной фантастики, использует в традиционных сюжетах научной фантастики элементы сказочно-мифологического мировоззрения (в частности, сюжетных линий и персонажей из традиционных мифов). По словам Питера Николса, в отличие от классического фэнтези, научное фэнтези может не использовать такие атрибуты жанра, как магия, боги и демоны, герои-избранники и сверхъестественные силы, зато часто эксплуатирует такие научно-фантастические темы, как параллельные миры, иные измерения, экстрасенсорика и психическая энергия, чудовища и супермены (впрочем, ни один из этих элементов не становится для данного направления определяющим). В 1992 году Брайан Аттебери отмечал, что ввиду общей истории научной фантастики и фэнтези неудивительно, что они

… так часто пересекаются. Научное фэнтези представляет собой место этого пересечения. Из-за своей гибридной формы научное фэнтези можно равным образом считать разновидностью фэнтези, которая делает заимствования у научной фантастики, или поджанром научной фантастики, который вдохновляется фэнтези. Более того, научное фэнтези ввиду его гибридности можно изобретать снова и снова по мере развития обоих жанров. Научное фэнтези всегда более явно связано с существующими формами его родительских жанров, чем со своими предшественниками. При каждом скрещивании возникает художественная форма, способная использовать условности и научной фантастики, и фэнтези, чтобы высказываться о них и о мировоззрении, которое оба жанра предполагают.
Одни исследователи сближали научное фэнтези с научной фантастикой, другие — с фэнтези; по мнению Джина Вулфа, научное фэнтези представляет собой истории, где средства науки используются для достижения духа фэнтези; противопоставление двух жанров оспаривалось.
В 1948 году Мэрион Зиммер Брэдли в журнале Startling Stories впервые определила «science fantasy» как смесь научной фантастики и фэнтези. В 1950 году журналист Уолтер Джиллингз под научным фэнтези понимал обособленную часть научной фантастики, у которой нет твёрдого научного основания (например, применение ядерного оружия в романе Герберта Уэллса «Освобождённый мир» являлось научным фэнтези с точки зрения физики Ньютона, а с позиции теории Эйнштейна — научной фантастикой). Согласно Джиллингзу, если мейнстрим научной фантастики превращает «неправдоподобное» в «возможное», то научное фэнтези из «невозможного» делает «вероятное». В 1953 году в книге «333»: Библиография научно-фантастического романа безуспешно предлагалось считать научное фэнтези обобщающим термином, включающим в себя одновременно и научную фантастику, и фэнтези. В 1950-х годах писательница и критик Джудит Меррил выступала за отнесение научной фантастики к фэнтези. По её мнению, волшебство в научном фэнтези должно иметь естественнонаучные основания. В начале 1970-х годов литературовед Дэвид Аллен, напротив, считал научное фэнтези одним из видов научной фантастики. Аллен писал, что оно предполагает «упорядоченную вселенную с постоянными и ясными законами», которые отличаются от физических законов нашего мира. Согласно Аллену, речь идёт о «парафизике» (прежде всего то, что относится к телепатии и законам магии) с альтернативными законами, которые должны иметь минимальное объяснение.
Карл Мальмгрен развил подход Аллена в двух публикациях, 1988 и 1991 годов. Исследователь, используя терминологию актантов и топоса (актанты населяют той или иной мир — топос, занимают его или присутствуют в нём), определял жанр как место пересечения научной фантастики и фэнтези, как «нестабильную гибридную форму», в которой совмещаются черты двух жанров. Мальмгрен считал, что научно-фантастический мир вводит «фактор разъединения» (или остранения) в систему актантов и топоса, однако автор должен следовать законам природы и научному методу. По словам Мальмгрена, «научная фантастика не нарушает понятия возможности, причины и следствия, необратимости, верифицируемости и пространственно-временного континуума». Если научная фантастика сочетает свободу воображения и научную необходимость, то фэнтези, имеющее собственных актантов (привидение, ведьма, демон, колдун, дракон и т. д.) и топосы, напротив, не обязана соблюдать научную эпистемологию и может нарушать установленные нормы возможности. Мир научного фэнтези, по Мальмгрену, предполагает, что актанты или топоc нарушают как минимум один физический закон природы или эмпирический факт, но это нарушение подкрепляется научным обоснованием либо явно основано на научном методе или научной необходимости; наука служит обоснованию ненаучного элемента. Такой мир имеет все черты мира научной фантастики — он логически непротиворечив и поддаётся объяснению, характеризуется предсказуемостью и постоянством. По словам Мальмгрена, научное фэнтези «вписывает противоестественный мир в… научный дискурс»; в мирах научного фэнтези встречаются и соединяются «воображаемое и реальное, магическое и прозаическое, мифическое и научное». Мальмгрен сравнивал научное фэнтези с «магическим реализмом», считая оба направления жанрами-оксюморонами.
Брайан Аттебери исследовал научное фэнтези в ряде работ, начиная с 1981 года. Литературовед отмечал отличия научной фантастики и фэнтези, что затрудняет смешивание жанров. Обращение к мифологии и фольклору как к «метатексту» позволяет фэнтези добиться целостного восприятия мира в эмоциональном и психологическом плане, чего научная фантастика обеспечить не может. Научная фантастика характеризуется ориентацией на внешний мир и на будущее, интересом к поведению, физической среде и социальному устройству. Фэнтези ориентирована на внутренний мир и на прошлое, связана с мифом, сновидениями и ставит барьер между художественным миром и миром читателя. Научная фантастика больше отражает эпоху, в которую живёт писатель; фэнтези тоже является порождением исторических обстоятельств, но затрагивает конструирование самости в рамках культуры. Существуют общие мотивы и идеи, что упрощает соединение жанров с помощью риторики. Так, бессмертие можно понимать как результат фармакологии, пророчество — как предвидение и т. д. По оценке Аттебери, в научном фэнтези зачастую один жанр пытается стать объяснением для второго, иногда один становится убедительнее другого. Так, в «Дороге славы» (1963) Хайнлайна вся магия объясняется с помощью техники в конце романа. В романе «За пределы безмолвной планеты» Клайва Льюиса (1938) риторика фэнтези в конце концов преобладает — роман начинается с космического корабля и заканчивается ангелами.
Мальмгрен рассматривал связи жанра с научной фантастикой и фэнтези в синхронии, как синхроническую систему, и противопоставлял свой подход диахронической версии Джина Вулфа — последний подход предполагал, что два других жанра существовали ранее научного фэнтези. Аттебери придерживался аналогичного диахронического подхода. Литературовед Марк Булд не соглашался с Мальмгреном и Аттебери, одобряя диахронический подход, но считая научное фэнтези, напротив, жанром, из которого выросли современные научная фантастика и фэнтези. В 2003 году Булд предложил провести пересмотр истории жанров: по его оценке, в начале XXI века происходило не возрождение гибридного жанра (или жанра-оксюморона) научного фэнтези, а возвращение к исходному жанру. Корректируя подход Аттебери, Булд приводил аналогию с логикой «кризисной энергии» в романе Чайны Мьевиля «Вокзал потерянных снов» (тоже представляющем гибридный жанр): z и y могут породить x, но x нельзя свести к простой сумме z и y. По мнению исследовательницы И. М. Искендировой, ещё до появления научного фэнтези наблюдалось взаимное влияние научной фантастики и фэнтези: в первую проникали иррациональные элементы, а в фэнтези происходил процесс рационализации в виде перехода магии из области мистики и чуда в область науки с чёткими правилами и познаваемыми законами.
В 2006 году Борис Невский скептически оценивал ранние концептуализации Джиллингза и Меррил ввиду расплывчатости формулировок: если следовать определению Джиллингза, то в научное фэнтези попадают творчество Ли Брэккет, «Дюна» Фрэнка Герберта и «Звёздные войны». При широком толковании, как у Меррил, к научному фэнтези можно отнести любые произведения, где магия действует не хаотично, а по чётким правилам и законам пусть формальной, но логики: «Властелин колец», «Волшебник Земноморья», «Гарри Поттер», а также «Франкенштейн, или Современный Прометей» Мэри Шелли, «Кристину» Стивена Кинга и «Странную историю доктора Джекила и мистера Хайда» Роберта Стивенсона. Киновед Эрик Р. Уильямс в 2018 году писал, что в текстах научного фэнтези представлены невозможные с научной точки зрения миры, а их правдоподобие достигается за счёт внутренней веры героев.

## Направления

### Варианты классификации
Согласно Аттебери, почти все произведения научного фэнтези можно разделить на юмористические и мифологические, что исследователь объяснял свойственным жанру «расщеплением» как языка, так и восприятия. По его мнению, оба направления берут начало в марсианском цикле Берроуза: юмористическое направление восходит к «Принцессе Марса» (1912), мифологическое — ко второму роману, «Боги Марса» (1913). Большинство юмористических произведений научного фэнтези изобилует каламбурами, как цикл Пирса Энтони о Ксанфе. От юмористического научного фэнтези (например, Фредерик Браун) отличаются произведения, которые осуществляют «слияние» древних мифов с современной философией, как, например, «Создания света и тьмы» Роджера Желязны и «Пересечение Эйнштейна» Сэмюела Дилэни. Иногда книги, написанные как научная фантастика, обогащаются мифологией фэнтези («Князь Света» Желязны, «Илион» Дэна Симмонса).
Аттебери выделял традицию научного фэнтези Кордвайнера Смита и Джека Вэнса, для которой было характерно далёкое будущее, полностью изменённое человечество, близость техники и магии, а также вычурный стиль. По мнению The Encyclopedia of Fantasy, более всего термину научное фэнтези соответствуют истории об «умирающей Земле» (Джэк Вэнс, Майкл Муркок, Джин Вулф); герои не обязательно понимают устройство своего мира. В этих произведениях наблюдается наибольшее сближение фантастики и фэнтези: наука является забытой мудростью очень древних эпох, и научные объяснения воспринимаются через «бездну времени»; история и наука близки к таковым в фэнтезийных нарративах, а момент раскрытия мироустройства является не концептуальным прорывом, но скорее узнаванием. Многие произведения научного фэнтези относятся также к планетарной фантастике (или «планетарному роману»), у истоков которой стоял Берроуз (Ли Брэкетт, Андре Нортон и Марион Зиммер Брэдли). Эти произведения наполнены духом и атмосферой фэнтези. Вивиан Берг отмечала, что анализ множества нарративов и подкатегорий, связанных с научным фэнтези, указывает на неустранимое противоречие (в том числе и поверхностное) между фантастическими и приключенческими элементами и тенденцией к их рационализации: описанные в планетарной фантастике миры выглядят как фэнтези, но связаны с иным типом эволюции животного и растительного мира в неземных условиях; аналогично мифологические и сказочные существа превращаются в инопланетян на космических кораблях.
Научное фэнтези иногда смешивается с другими направлениями фантастики; как полагал Мальмгрен, оно часто заимствует структуру фэнтези в определении Джоанны Расс, которая писала об имитации пасторального жанра — побеге из знакомой реальности в необычную или фантастическую и последующем возвращении. Такое столкновение научного и фэнтезийного миров может принимать форму вооружённого конфликта, после чего герой возвращается в обычный мир. По мнению Мальмгрена, эта модель присутствует в таких произведениях, как «Металлический монстр» Абрахама Меррита, «За пределы безмолвной планеты» Льюиса, «Путешествие к Арктуру» Линдсея и др. Согласно The Encyclopedia of Fantasy, название часто использовалось для героического и «рационализированного фэнтези», которые могут иметь как исторические (цикл произведений о Конане Роберта Говарда), так и научные обоснования (объяснение работы магии в произведении Пола Андерсона «Операция Хаос»). Берг отмечала, что рационализированное фэнтези в сущности обозначало научное фэнтези, и приводила три значения этого термина, согласно The Encyclopedia of Fantasy: во-первых, произведения, в которых магия представляет собой систематизированную квазирациональную систему; во-вторых, наличие в конечном счёте рационального объяснения (например, сон в детском фэнтези или ситуация, когда магия оказывается техникой, как в трилогии Дэйва Дункана «Седьмой меч»); в-третьих, произведения, близкие к планетарной фантастике, в которых фантастическое объясняется через тропы научной фантастики (или иногда наоборот): феи оказываются пришельцами, вампиры — результатом лабораторного эксперимента с вирусом и т. д. Сюда относятся цикл Джулиан Мэй «Изгнанники в плиоцен» (1981—1984), романы Барбары Хэмбли «Драконья Погибель» (1985), «Те, кто охотится в ночи» (1988) и т. д.
Из области «научное фэнтези» выделяется «технофэнтези» (термин ввёл Джон Клют), в котором научно-технические достижения либо соседствуют с магией и волшебством, либо трансформируются друг в друга (в России «технофэнтези» и «научное фэнтези» выступают в роли синонимов). В технофэнтези волшебная природа фэнтези замаскирована применением техники, однако научного или псевдонаучного объяснения не даётся. Иногда вместо термина «технофэнтези» для обозначения произведений на стыке научной фантастики и фэнтези используют термин «стимпанк-фэнтези», означающий, что в фэнтезийном мире условного средневековья существует какая-либо технология. Стимпанк-фэнтези делится на два типа: в рамках первого магия и технология противостоят друг другу, в рамках второго существует техномагический мир, где техника работает благодаря применению магии.
По классификации исследовательницы И. М. Искендировой, в научном фэнтези используются следующие способы сосуществования науки и магии:
1. Магия и наука одновременно уживаются в одном мире (стимпанк, дизельпанк и прочие панки).
2. Магия выполняет роль науки вымышленного мира («72 буквы» Теда Чана, «Трилогия Бартимеуса» Джонатана Страуда).
3. Магия или противостоит науке, или сменяет её в будущем («Умирающая Земля» Джека Вэнса).
4. Магия и мифы подвергаются процессу рационализации и секуляризации («Американские боги» Нила Геймана, «Дозоры» Сергея Лукьяненко).
5. Эволюция магии из волшебного дара в поддающуюся изучению дисциплину в магических школах и университетах (книги о Гарри Поттере Джоан Роулинг, «Волшебник» Льва Гроссмана).
6. Магия подчиняется законам компьютерной игры (см. ЛитRPG), которые создают логическую и внутренне непротиворечивую систему. Данный способ сосуществования магии и науки возник под влиянием настольных, настольно-ролевых и видеоигр[46].

Киновед Эрик Р. Уильямс включал научное фэнтези в список из 50 макрожанров . Уильямс выделял в кинематографе следующие микрожанры научного фэнтези:
1. Жанр открытий (англ. Discovery) — космические путешествия без намерения вести боевые действия (пример — экспедиции звездолёта «Энтерпрайз» из серии фильмов «Звёздный путь»).
2. Умирающая Земля — действие происходит на умирающей Земле: например, фильм «Обливион» посвящён таким проблемам человечества, как опасность глобального уничтожения, а также вопросу «Что делает нас людьми?».
3. Меч и Планета — микрожанр научно-фантастических фильмов, где герои странствуют по чужим планетам, вступают в сражения с враждебными силами, при этом игнорируется наличие кислорода, гравитация или расстояние между локациями (классический пример — Флэш Гордон).
4. Космическая опера — мелодрама в антураже межгалактической войны (яркие примеры — «Дюна» и «Космический линкор „Ямато“»).
5. Отношения с инопланетянами — фильмы о взаимодействии инопланетян и людей, в частности месте и роли инопланетян в человеческом обществе (примеры — «Люди в чёрном» и «Прибытие»).
6. Безумный учёный — посвящён бесконтрольным научным экспериментам, которые нарушают этические границы человеческой культуры (пример — «Остров доктора Моро»)[59].

### Классификация Карла Мальмгрена
На основе своего определения Карл Д. Мальмгрен выделял четыре подвида научного фэнтези в зависимости от способа нарушения известных законов физики: мотив «петли времени», «мир альтернативного настоящего», «контрнаучный мир» и «гибридный мир».
Наиболее «мейнстримовым» исследователь считал гибридное научное фэнтези, которое характеризовалось как «нестабильное, полиморфное, динамичное». Это произведения Брэдли, Муркока, Энтони, Вулфа и других. Здесь темы и сюжеты структурируются через противоречие между «магией и наукой, сверхъестественным и естественным, мистицизмом и эмпиризмом»; Мальмгрен приводил мнение Аттебери, который считал, что такие произведения показывают неудовлетворённость человека разумом и наукой и с помощью последней создают миф и магию. Согласно Мальмгрену, в мир актантов вводятся отдельные явления, противоречащие современной науке; в отличие от чистой фэнтези, этот мир основан на научном дискурсе и научной необходимости. Так, например, в цикле Роберта Силверберга о Маджипуре (дальняя планета, столетиями управляемая людьми, которые утратили многие технологии) авторский мир соответствует базовым требованиям научно-фантастического мира, но метаморфы и морские драконы-телепаты делают произведение научным фэнтези. Аналогично драконы из цикла Энн Маккефри о Перне способны летать и изрыгать пламя, чему даётся научное объяснение; они обладают такими «магическими» способностями, как телепатия, предвидение и видовая память.
Гибридное научное фэнтези включает и некоторые трудно классифицируемые произведения: так, роман Старджона «Больше, чем люди» обычно считается классической научной фантастикой, однако затрагивает тему детей с необычными способностями. Мальмгрен составил линейку «гибридных миров», от строгой науки научной фантастики до более «чистой» фэнтези, между «Дюной» Фрэнка Герберта с научным обоснованием мистических и сверхъестественных явлений, с одной стороны, и «Хрониками Амбера» Роджера Желязны, «Колдовским миром» Андре Нортон, произведениями Меррита, Берроуза и Эдварда Смита, с другой. Серединное место занимает роман Ле Гуин «Резец небесный», в котором сны героя влияют на реальность (контрнаучная реальность), однако эта способность подробно обсуждается в научных терминах.
«Петля времени» представляет собой разновидность историй о путешествиях во времени, которая нарушает физические законы и не соответствует здравому смыслу. Эти нарративные структуры, по выражению Лема, «внутренне противоречивы в смысле каузальности»: актант может встретить себя в прошлом, нарушая законы причинно-следственной связи и последовательность событий. Так, в рассказе Роберта Хайнлайна «Все вы зомби» герой является родителем самого себя (хотя рассказ можно трактовать и как аллегорию). В то же время, как отмечал Мальмгрен, большая часть путешествий во времени не является научным фэнтези; исследователь приводил мнение Ларри Нивена, который считал, что «Машина времени» Герберта Уэлсса избегает временных парадоксов, поскольку речь идёт о путешествии в далёкое будущее.
«Мир альтернативного настоящего» создаётся через отрицание эмпирического исторического факта. Сюда относятся различные варианты альтернативной истории («Павана» Кита Робертса с доминированием в мире в 1966 году единой католической церкви в результате победы Непобедимой армады в 1588 году, роман Гарри Гаррисона «Да здравствует Трансатлантический туннель! Ура!» о господстве в XX веке Британской империи вследствие поражения США в Войне за независимость; самый известный пример — роман Филипа Дика «Человек в высоком замке»). Этот подвид может затрагивать темы прогресса, ценностей и т. д. Роман Дика, по мнению Мальмгрена, сближается с научной фантастикой, в то время как произведения Рэндалла Гаррета о лорде Дарси, где в альтернативно-исторической реальности магия действует как наука, ближе к фэнтези.
Наконец, «контрнаучный мир» создаётся для конкретных эстетических, а не когнитивных задач. В нём нарушаются известные эмпирические факты, часто показываются различные варианты пригодных для жизни планет: Венеры («Космическая трилогия» Клайва Льюиса) или Марса («Марсианские хроники» Рэя Брэдбери).

## История и представители
Аттебери относил к авторам произведений в жанре научного фэнтези Мэрион Бредли, Эдгара Берроуза, Спрэг де Кампа, Флетчера Прэтта, Джека Вэнса, Андре Нортон, Энн Маккеффри, Урсулу Ле Гуин, Сэмюэля Дилени, Роджера Желязны (в том числе «Этот бессмертный»), Джина Вульфа, Джона Варли, Патрицию Маккиллип; исследователь выделял роман «Глубина» 1975 года Джона Краули. Авторы The Encyclopedia of Science Fiction добавляли к этому списку Кэтрин Мур, Генри Каттнера и Джоан Виндж. К научному фэнтези причисляются также «Космическая трилогия» Льюиса, «Магия инкорпорейтед» Роберта Хайнлайна, «Операция Хаос» Пола Андерсона, «Заповедник гоблинов» Клиффорда Саймака, «Понедельник начинается в субботу» Аркадия и Бориса Стругацких. В качестве образцов научного фэнтези упоминаются «Война с саламандрами» Карела Чапека (1936)  и фильм «Метрополис» (1927) Фрица Ланга. Дарко Сувин прослеживал генеалогию поджанра от Эдгара По через Меррита и ряд других авторов 1920-х годов до Брэдбери и позднее; по его оценке, жанр «расцвёл» в XX веке. Целая волна с конца 1960-х увенчалась «Книгой Нового Солнца» Джина Вулфа. В 1992 году Аттебери отмечал рост числа жанровых произведений. В XXI веке научное фэнтези продолжает существовать.

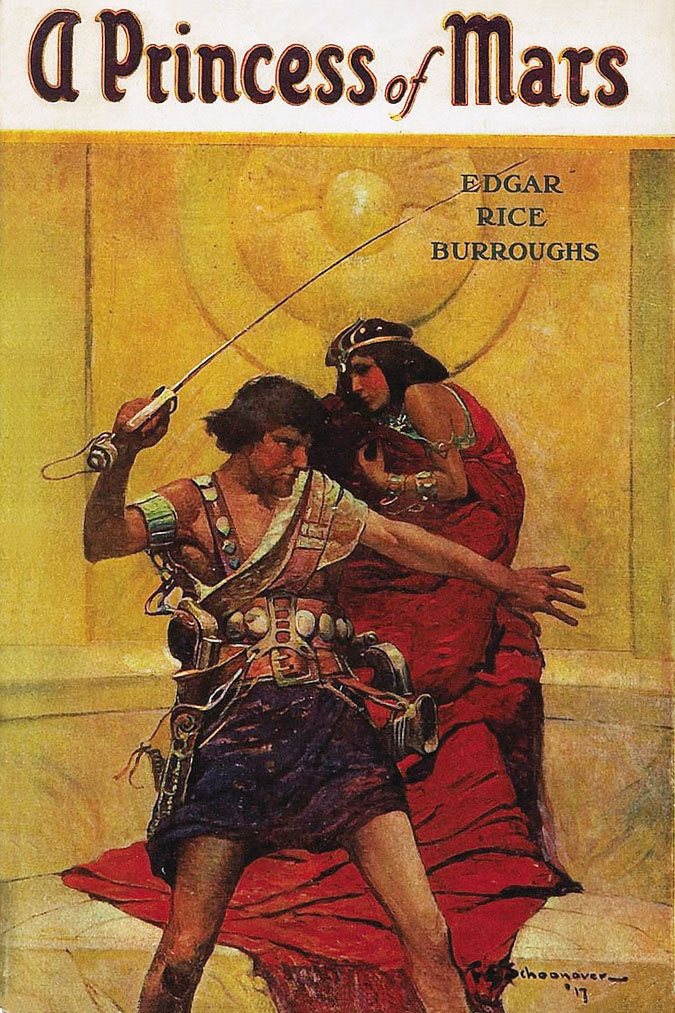
Обложка первого издания «Принцессы Марса» с иллюстрацией Фрэнка Шуновера

К первым авторам научного фэнтези Аттебери относил Берроуза с его «Принцессой Марса» (1912); несмотря на научно-фантастическую терминологию, цикл Берроуза больше напоминал фантазии Хаггарда о затерянных мирах. Согласно Аттебери, писатель, не имея сознательной стратегии, игнорировал каноны двух жанров, обращаясь к тому или иному, когда было нужно для целей сюжета, этической непротиворечивости и т. д. В цикле о Барсуме и аналогичных произведениях в жанре планетарной фантастики необычные цивилизации описывались в духе фэнтези, как доиндустриальные и неразвитые (хотя они могли обладать некоторыми продвинутыми технологиями), напоминающие Средние века и Античность, с королевскими династиями, теократиями, сражениями на мечах и т. д. Как отмечала Берг, для этого направления было характерно наличие монстров, чужеземной фантастической флоры и фауны, а также экстрасенсорных способностей, таких как телепатия (марсиане Берроуза являлись телепатами), телекинез и т. д. Главный герой «Принцессы Марса» перемещается на Марс невероятным способом, с помощью своего астрального тела, что указывает на жанр фэнтези. Берг отметила эстетику цикла о Барсуме, отличающую его от научной фантастики и близкую к образам цикла Роберта Говарда о Конане, который обычно считается образцом героического фэнтези или фэнтези меча и колдовства: так, типичная для серии заглавная иллюстрация первого романа («Принцесса Марса»), выполненная Фрэнком Шуновером, изображает своеобразного античного воина, напоминающего гладиатора, в обстановке Древнего Рима, в то время как образ женщины, которую он защищает, включает античные мотивы (туника) и отсылки к Древнему Египту (диадема). Как полагала Берг, отсутствие научного объяснения у Берроуза говорит о «простом переносе нарративов меча и колдовства из неизвестных в истории Земли древних эпох [как у Говарда] и воображаемых миров на другие планеты».
Во второй части цикла, «Боги Марса» (1913), Берроуз ввёл богов, которые в дальнейшем получили распространение в жанре, и одновременно дискредитировал мифологическую составляющую, поскольку таинственная марсианская богиня оказалась обманом. По мнению Аттебери, схемы Берроуза, основанные на нестыковках, как и идея богов-обманщиков, которых разоблачает герой-скептик, позднее эксплуатировались авторами бульварной литературы в 1930-е, 1940-е и 1950-е годы. Абрахам Меррит, Генри Каттнер, Катрин Мур и Ли Брекетт, следуя схеме Берроуза, сделали богов более реальными, наделёнными внутренней ценностью. Берг отметила влияние цикла Берроуза на комиксы Алекса Реймонда о Флэше Гордоне, которые, хотя и начинаются как научная фантастика, сближаются с более фантастическими и приключенческими тропами; в свою очередь, этот цикл оказал влияние на комиксы о супергероях (в частности, о Супермене). Как отмечала Берг, планетарная фантастика из бульварных журналов и комиксов вполне подпадала под определение научного фэнтези, хотя уже Берроуз апеллировал к научным представлениям о Марсе своего времени (система каналов и т. д.). Марк Булд оспаривал тезис Аттебери об уникальной роли Берроуза, указывая и на других представителей бульварной литературы в качестве авторов научного фэнтези того времени: Рэя Каммингса, Говарда Лавкрафта, Мюррея Лейнстера, Абрахама Меррита .
В становлении научного фэнтези отмечается роль журнала Weird Tales и творчества Говарда Лавкрафта. В его произведениях мистические (древние эзотерические учения, оккультные науки и алхимия) и психологические элементы (страхи, пороки и злое начало в человеке) успешно соединяются с научно-фантастическими чертами (например, инопланетным происхождением древних тёмных сил) для создания авторской мифологии. Литературовед О. В. Анисимова связывала формирование научного фэнтези как отдельного жанра с «Космической трилогией» Клайва Льюиса в 1938—1946 годах, где были соединены научная фантастика, фэнтези и мифология. Начавшись как образец научной фантастики конца XIX века в духе Жюля Верна и Герберта Уэллса, «Космическая трилогия» (1938—1945) Клайва Льюиса постепенно эволюционировала в направлении большого удельного веса «чудесных» элементов фэнтези и в третьей книге уже представляла собой соединение научной и мифологической картины мира, при этом элементы фэнтези использовались автором для переосмысления, дополнения и расширения идей научной фантастики. Это проявляется как в изменении композиционной схемы произведения, так и в характере деятельности главных героев. В первом романе главный герой — пленник на космическом корабле на пути к Марсу, во второй книге он перемещается на Венеру магическим способом для спасения колонии человечества от впадения в грех, в третьей книге он — орудие бога для спасения уже родной Земли. В первой книге трилогии характерные черты научной фантастики как в описании антуража (постройки космического корабля), так и в образе главного героя (зацикленного на одной науке «безумного учёного») сталкиваются с элементами фэнтези в виде мира ангелов и демонов по типу христианской идеологии, что вызывает внутренний кризис главного героя. Во второй книге происходит усиление элементов фэнтези как в виде способа путешествия главного героя на Венеру, так и в главной сюжетной линии предотвращения грехопадения первой венерианки при сохранении определённых свойств научной фантастики (использование главным героем роли посланца высокоразвитой цивилизации). Также более привычный для научной фантастики приключенческий сюжет сменяется более характерными для социальной фантастики и фэнтези душевно-философскими спорами. Третья книга представляет собой религиозно-философский трактат, написанный в духе христианской идеологии и ранних языческих мифологических мотивов. При этом наблюдается борьба между сторонниками верховного божества и института ГНИИЛИ. Таким образом, если в первой книге преобладала научная фантастика, а во второй книге элементы фэнтези, то в третьей книге оба жанра соединяются и дополняют друг друга.

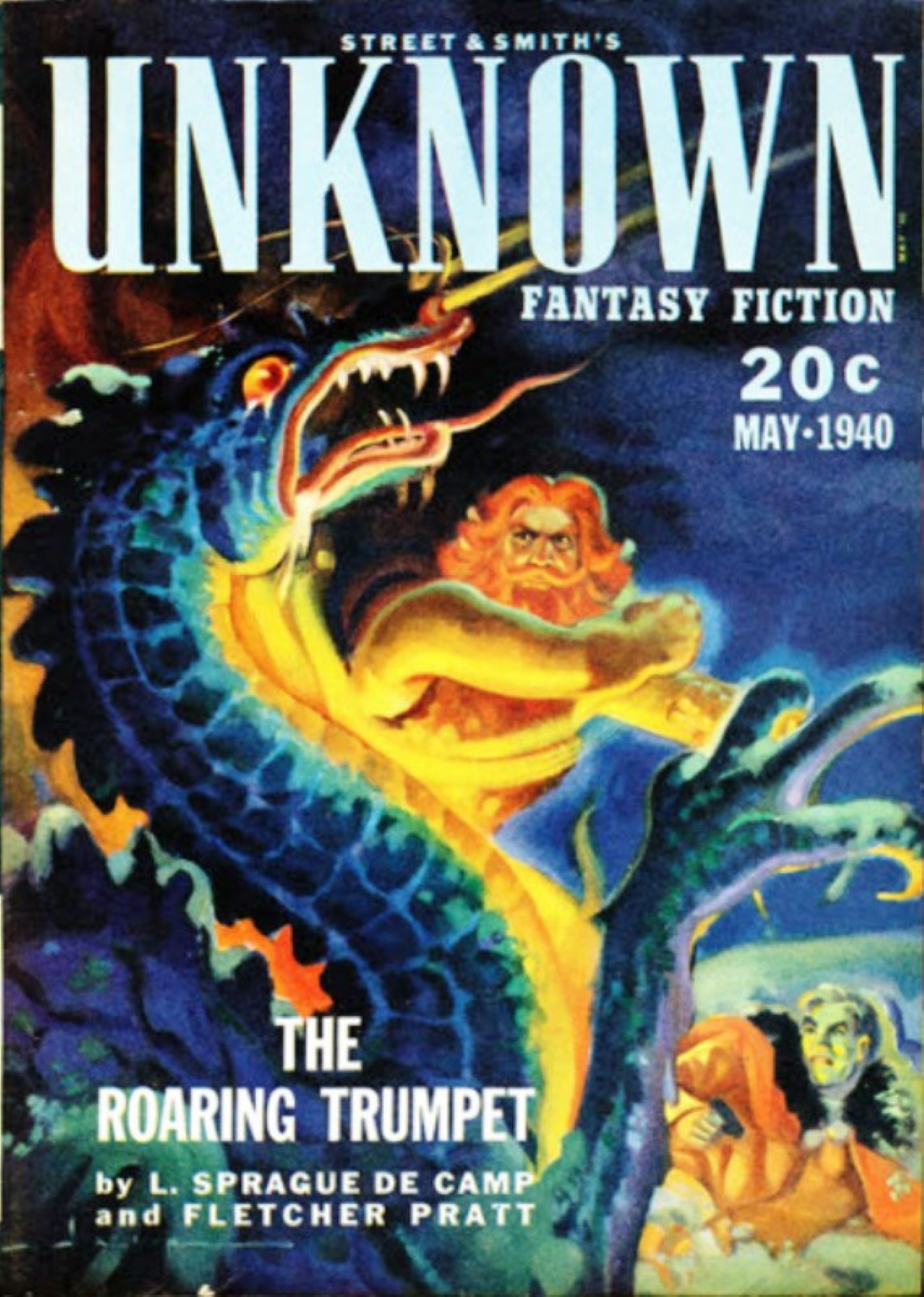
Обложка майского номера журнала Unknown 1940 года с иллюстрацией к первой части «Дипломированного чародея»

Становлению коммерческого научного фэнтези (по мнению Аттебери, в основном юмористического), способствовал основанный Кэмпбеллом в 1939 году журнал Unknown, который стал ответвлением научно-фантастического журнала Astounding и просуществовал до 1943 года; два последних года он назывался Unknown Worlds. Среди авторов издания были Спрэг де Камп, Флетчер Прэтт и Фредерик Браун, в 1940 году в журнале был напечатан «Дипломированный чародей» Прэтта и де Кампа. По оценке Аттебери, развитие юмористического научного фэнтези привело от Де Кампа и Прэтта к более сложному слиянию жанров, к столкновению науки и символического у таких авторов, как Джин Вулф. По словам Аттебери, цикл «Дипломированный чародей» (1940—1941) Спрэга де Кампа и Флетчера Прэтта объединяет в себе юмор (в том числе на уровне сюжета) и мифологию; в этом мире миф и наука похожи, формируя различные способы устройства вселенной. Герой цикла, психолог из Огайо Гарольд Ши с помощью математических формул перемещается в разные миры, где работает только магия, а не технологии; герой возвращается благодаря заклинанию. Авторы внешне рассматривают науку и магию как несовместимые, однако, по мнению Аттебери, юмор заключается в том, что психология, которую практикует Ши, и магия оказываются почти идентичными. Схема де Кампа и Прэтта в дальнейшем была принята многими авторами, включая Кита Лаумера, Гордона Диксона, Кристофера Сташеффа и других. Характеризуя произведения Фредерика Брауна в жанре научного фэнтези (сам писатель в 1954 году называл их находящимися «посередине»), Аттебери писал, что в них юмор зависит от неожиданного сюжетного поворота, в сторону магии или наоборот.
«Метатекстами», исследующими границы жанра, «условия нарративной идентичности», Мальмгрен считал романы «Моя любимая колдунья» (1943) Фрица Лейбера и «Расследование» (1958) Станислава Лема. Оба произведения, согласно литературоведу, рассматривают противоречие между наукой и магией, научным и контрнаучным объяснением сверхъестественных явлений, обсуждают границы научного метода. Согласно Мальмгрену, в первом романе рассматривается природа научного знания в связи с природой человека. Главный герой, профессор социологии Норман Сейлор, который твёрдо верит в научный метод, неожиданно обнаруживает, что его жена занимается колдовством и помогает таким образом его карьере. Норман начинает осваивать заклинания, используя научный метод: математический анализ, символическую логику и т. д. Как писал Мальмгрен, в последних главах роман, ранее имевший все черты фэнтези, сближается с научным фэнтези: магия приобретает черты «мягкой» науки, подобно психологии. Согласно Мальмгрену, в «Расследовании» похожие вопросы рассматриваются без обращения к оккультизму или магии: автор обсуждает научные парадигмы XIX и XX веков (классическая механика и квантовая физика), исследуя границы научного метода; в произведении ставятся под сомнение механицизм и телеология. Как полагал Мальмгрен, произведение делает научным фэнтези базовая установка, противоречащая законам природы и научным данным: по сюжету, исчезновение тел из моргов объясняется тем, что покойники могут воскрешать себя.
В 1940—50-е годы в американской фантастике продолжался процесс слияния научной фантастики и фэнтези. Как отмечала Берг, оно стало возможными благодаря прежде всего издательскому контексту: в бульварных журналах, в которых первоначально печатались Берроуз (начиная с публикации «Принцессы Марса» в журнале All-Story) и Говард (журнал Weird Tales), в комиксах и в пришедших на смену pulp-журналам в 1950-е годы периодических изданиях отсутствовало чёткое жанровое разделение журналов на научно-фантастические и фэнтезийные. Издатели не видели эту границу, разные произведения иллюстрировали одни и те же художники, что означало схожую визуальную эстетику в двух жанрах; эти обстоятельства, по мнению Берг, обусловили то, что в 1950 году британское издательство Nova Publications запустило журнал Science Fantasy, в котором в основном печаталось фэнтези (Майкл Муркок, Томас Сван, Терри Пратчетт). Период существования журнала в 1950—1966 годах совпал с наибольшим использованием термина (1950-е и 1960-е годы), обозначавшего любое произведение, которое не вписывается ни в рамки научной фантастики, ни в рамки фэнтези.
В вышедших в 1950 году «Марсианских хрониках» Рэя Брэдбери, которые Дарко Сувин, по всей видимости, относил к научному фэнтези, соединялись фэнтезийные мотивы (древнегреческая мифология, дополненная осязаемым присутствием магии) и декорации научной фантастики (космические перелёты); в этой связи литературовед Павел Фрелик отмечал, что Брэдбери никогда не рассматривался исключительно как автор научной фантастики, а критики 1950-х годов не считали таковой «Марсианские хроники». Аттебери отмечал творчество Пола Андерсона, соединившего эпохи до и после Толкина. Андерсон писал научное фэнтези и до, и после 1960-х годов. В его рассказе «Песнь козла» приводится творческая переработка мифа об Орфее с позиции научной фантастики. Согласно Аттебери, Андре Нортон способствовала созданию новой схемы, в которой герой воспринимает «два вида истины, научную и магическую» («Глаз кота», «Суд на Янусе» и др.). Подход Нортон взяли на вооружение многие писатели, включая Брэдли, Энн Маккефри и Урсулу Ле Гуин — первые четыре романа Ле Гуин, начиная с «Мира Роканнона», смешивают миф и науку. Нортон после «Колдовского мира» (1963) постепенно смещала акценты от научного фэнтези в сторону чистого фэнтези; Мэрион Зиммер Брэдли (цикл «Дарковер») сохраняла общую рамку научной фантастики. Рациональные объяснения имели место у Энн Маккефри и Брэдли: и Перн, и Дарковер представляли собой планеты, когда-то заселённые людьми, которые построили аграрные общества и впоследствии выработали экстрасенсорные способности, утратив память о своём земном происхождении. В романе «Левая рука Тьмы» слияние жанров осуществляется на уровне нарратива и делает его полноценным; рапорты от инопланетного посланника Дженли Аи (научная фантастика) сочетаются с фольклором жителей планеты Гетен (фэнтези).
Дальнейшее развитие жанра связывается с творчеством писателей «новой волны» в 1960—1970-е годы. «Новая волна» характеризуется стиранием границ между рациональным и иррациональным, а также переходом от веры во всесилие науки к внутреннему миру человека. Именно данные факторы сформировали новые каноны и проблематику научного фэнтези. Как полагал Аттебери, слияние магии и передовых технологий делает многие произведения Роджера Желязны научным фэнтези, в котором сочетаются обсуждение человеческих возможностей и научного высокомерия, волшебная сказка и трагедия мести. Эти произведения представляют собой вариацию на одну тему: научно-техническое развитие достигло такого уровня, что люди воплотили свои давние мечты и стали богами (что оказалось легче, чем добиться просвещения). Так, в «Князе Света» индуистский пантеон воссоздан на колонизованной планете, а в «Созданиях света и тьмы» (1969) вселенной правит египетский пантеон. Боги помещаются автором в футуристическую обстановку и вместо людей сталкиваются с вопросами любви и чести, смысла и цели, дают возможность приобщиться к высшим силам (романы «Князь Света», «Создания света и тьмы», «Этот бессмертный», «Мастер снов»). По словам Аттебери, «научная фантастика обеспечивает рациональное обоснование… мифы обеспечивают характеры и атмосферу, а мономиф Джозефа Кэмпбелла даёт оправдание ассимиляции священных традиций» любой культуры, так как, согласно Кэпмбеллу, любые мифические существа являются масками бога. По мнению Аттебери, писатель вслед за Кэмпбеллом видит в мифе источник психологической и экзистенциальной истины, превращая его в человеческую историю личной трансформации и личностного развития.
Мальмгрен видел в «Дюне» Фрэнка Герберта (1965) удачное сочетание науки и магии, что способствовало популярности романа — произведения на стыке научной фантастики и научного фэнтези. Роман выстроен на основе оппозиций (наука и религия, экология и мистицизм). Колдовство Бене Гессерит, математические способности ментатов и парапсихологические возможности главных героев имеют научное обоснование, однако сохраняют мистический, сверхъестественный смысл. В «Пересечении Эйнштейна» Сэмюэля Дилэни магия получает обоснование в самой науке с помощью теоремы Гёделя; в авторском мире эйнштейновские законы не соблюдаются. Герои романа — не люди, а бестелесные проявления психики, существа, которые принимают человеческое обличье. Ричард Каупер в романе «На пути в Корли» (1978) средствами научного фэнтези описал квазисредневековое будущее после экологической катастрофы (потоп), которая воспринимается как «Третье пришествие». Постхристианская мифология в романе основана на вере и науке одновременно. По словам Аттебери, писатель не столько соединяет науку и религию, сколько исследует природу нематериальных представлений и идей, их влияние на материальный мир, которое наука не может спрогнозировать. Октавия Батлер в романе «Дикое племя» (1980) связывала африканские мифы (богиня-мать, ogbanj, оборотень и т. д.) с наукой, с различными новыми технологиями, в частности генетическими.
В 1980-е годы Джин Вульф практически в одиночку возрождал жанр. «Книга Нового Солнца» (1980—1983) Джина Вулфа и продолжение цикла, роман «Урд Нового Солнца» (1987), по словам Аттебери, показали возможности «эпического масштаба и символической сложности» научного фэнтези и его двойной оптики. Мальмгрен отметил, что цикл затрагивает основные вопросы научного фэнтези, такие как «противостояние религии и науки, вера как их общая основа; естественное и сверхъестественное; тайна в глубине повседневности; опасность бинарных ценностных систем; связь воображения и реальности; проблематичные основания знания». В мире Вулфа передовые технологии оказываются далёким прошлым, их остатки смешиваются с магией. Действие разворачивается в далёком будущем на умирающей Земле под названием «Урс». C одной стороны, в цикле присутствуют все характерные для фэнтези актанты и мотивы: «феодальный антураж „меча и колдовства“… ведьмы и колдуны, люди-обезьяны, летучие мыши-вампиры, сверхъестественные водные чудовища, загадочные какогены, огненные монстры, воскрешение трупов, зеркала для телепортации, исцеляющие и защищающие своего владельца волшебные камни». С другой стороны, всем этим явлениям в конце концов даётся научная или научно-фантастическая интерпретация. Так, какогены оказываются добрыми, но непонятыми пришельцами с других планет. В то же время, как отмечал Мальмгрен, многие вопросы остаются неразрешёнными, остаются сверхъестественный элемент, атмосфера тайны. По оценке Аттебери, Вулф продуктивно смешивает историю, легенды и литературные источники во многом благодаря слиянию научной фантастики и фэнтези; испытания героя на пути к власти и спасению человечества соответствуют и мифам, и научной фантастике, поскольку включают всё новые и новые открытия технологий прошлого и соответственно всё большую жизненную автономию.
Аттебери выделял ряд произведений в жанре научного фэнтези, где показаны образы ангелов: это романы «Чума ангелов» (1993) Шерри Теппер, «Архангел» (1997) Шэрон Шинн, «Глубина» Джона Краули (1975), «Тень палача» Джина Вулфа (1980) и другие. В этих произведениях ангелы по большей части не являются положительными, а всегда показаны как могущественные, опасные существа, которых следует избегать, задабривать либо сражаться с ними; ангелами выступают инопланетяне, искусственные создания или изменившиеся люди будущего. Могущество ангелов имеет рациональные объяснения, и подразумевается, что они либо когда-то существовали (что было отражено в фольклоре), либо связаны с коллективным бессознательным, которое отражает ранее неизвестную истину о вселенной. Так, в романе «Чума ангелов» внушающие страх ангелы («троны») в условиях постапокалипсиса специфическими методами оберегают людей от полной катастрофы, хотя происхождение «тронов» неясно. Как писал Аттебери, герои романа исполняют пророчество типичным для научного фэнтези способом, но обретают свободу; по его мнению, Теппер до некоторой степени утверждает ценность архетипов. Аттебери отметил австралийское научное фэнтези второй половины XX века, создававшееся в контексте постколониализма; писатели затрагивали темы межкультурного диалога, в том числе описывая мультикультурное будущее. Так, сборник «Rynosseros» (1990) Терри Доулинга представил Австралию будущего в духе «Умирающей Земли» под властью политических и религиозных традиций аборигенов, тогда как белое общество вернулось к варварству. Как отмечал Аттебери, схема научного фэнтези позволяет автору перевернуть европоцентризм научной фантастики, включая её основополагающие мифы: культура аборигенов более не отождествляется с традицией или природой, а связывается с передовыми технологиями; конфликт между традицией и новизной представляется как внутриплеменная борьба.
Постепенно многие относимые к жанру произведения стали издаваться в качестве жанров «меч и колдовство» и «героическое фэнтези», и термин начал терять популярность; в XXI веке термин используется нечасто. Современные произведения, которые смешивают научную фантастику и фэнтези, вместо научного фэнтези чаще относят просто к фантастике.
Корни научного фэнтези в России находят в произведениях братьев Стругацких «Трудно быть богом» (средневековый фэнтезийный антураж на другой планете), «Понедельник начинается в субботу», «Пикник на обочине». В «Пикнике на обочине» классический сюжет о посещении Земли могущественными пришельцами (научная фантастика) сочетается с необычными последствиями (фэнтези). В России научное фэнтези как самостоятельное направление появилось в середине 1990-х годов в связи с кризисом научной фантастики. В качестве примера более позднего российского научного фэнтези можно назвать «Страж перевала» С. Логинова.

## Критика Дарко Сувина
Смешивание жанров часто критикуется. Дарко Сувин, отмечая когнитивную направленность научной фантастики, видел в научном фэнтези антикогнитивные аспекты. Критик, рассматривая худшие литературные образцы, считал научное фэнтези «деформированным поджанром», который «отвергает когнитивную логику». Сувин солидаризовался с оценкой Джеймса Блиша, высказанной в начале 1960-х годов: согласно Блишу, в научном фэнтези история по большей части выстроена на основе правдоподобия, которое, однако, периодически отбрасывается по авторской прихоти и бессистемно, в «слепом и приятном отказе от жизни ума». Литературовед не соглашался с Аттебери и Мальмгреном, считая, к примеру, некорректным мнение Аттебери о том, что в произведениях Нортон, Кроули, Дилэни, Желязны и Вулфа отразилась «детская» или «примитивная» логика. Цитируя определение Аллена, взятое Мальмгреном, Сувин считал его размытым по двум причинам: во-первых, если законы созданного мира отличаются по методу от общепринятой культурной логики, значит, речь о фэнтези, если нет — речь в той или иной степени о научной фантастике, будь то альтернативная история или пернский цикл Маккефри; во-вторых, определение не учитывает нарративные пропорции и баланс в произведении: два примера Мальмгрена, «Расследование» Лема (в котором вообще нет никаких законов) и «Моя любимая колдунья» Лейбера, не соответствуют определению Аллена и Мальмгрена. Явно неверным Сувин считал отнесение к научному фэнтези «Больше, чем люди» Старджона и «Человека в высоком замке» Дика. Как считал Сувин, для фантастики теория требуется, но в случае с «научным фэнтези» избыточна, согласно бритве Оккама; невозможно точное определение неуловимому явлению.
Сувин выдвинул три возражения против смешивания жанров, называя научное фэнтези «оккультным» или «сверхъестественным». Первый и самый главный тезис заключался в том, что отказ от когнитивной логики приводит к утверждению высшей «оккультной» логики, которая может быть христианской, атеистической (Лавкрафт) или их совмещением («электрическое христианство» Марии Корелли, повлиявшее на ряд авторов, от Джона Джекоба Астора до Клайва Льюиса), и к полноценной феноменологии сверхъестественного, которая противостоит повседневности; такое фэнтези обычно нацелено против современности, материалистического рационализма и имеет протофашистский и чисто идеологический характер с квазифрейдистскими эротическими схемами. Так, примером является «Роман о двух мирах» (1886) Корелли, в котором молодая героиня узнаёт о существовании чистых духов на иных планетах, куда можно попасть в состоянии транса. По выражению Сувина, «научное фэнтези» рискует стать худшим миром из двух, аналогично буржуазному компромиссу между разумом и оккультизмом во второй половине XIX века. Во-вторых и в-третьих, научное фэнтези очевидно может быть преодолено, в числе прочего, комедией или приключенческим жанром либо стать возвратом к аллегории (в духе «Путешествия к Арктуру» Дэвида Линдсея).
Согласно Сувину, более значимым примером, чем роман Корелли, стала опубликованная в том же году «Странная история…» Стивенсона — «ранний образец „научного фэнтези“». По мнению литературоведа, в нарративной логике произведения присутствует «жульничество»: когнитивная логика заменяется моральной аллегорией, а наука используется для дополнительного обоснования или «алиби». Повествование колеблется между фэнтези и научной фантастикой: сначала трансформация от Джекила к Хайду описывается, хоть и не объясняется, в согласии с позитивистской наукой, на основе химических процессов, но затем «возвращение» Хайда происходит лишь силой желания и привычки. В результате, по мнению Сувина, на первый план выходит морально-религиозная аллегория, которая разоблачает мерзость под маской респектабельного профессионала-буржуа; однако неустойчивое положение между хоррором и аллегорией позволяет снять ответственность за ужасные деяния Хайда. Согласно Сувину, «потолок» поджанра — это стать предупреждением о чрезмерном вмешательстве науки («Резец небесный» Ле Гуин), слепо следующей либеральным аксиомам о линейном развитии, в жизненный мир и описать последствия; другим вариантом может быть исследование полезности некоторых старых мифов («Пересечение Эйнштейна» Дилэни). Сувин отметил, что оба романа неслучайно склоняются к научно-фантастическим объяснениям, полагая, что, например, телепатия, служащая в произведениях Бестера, Ле Гуин, Нортон, Брэдли и других параболой для коллективного взаимопонимания, не является проблемой и вполне трактуется либо как научная фантастика, либо как фэнтези. По мнению Мальмгрена, оценка Сувина до некоторой степени оправдана, особенно в отношении космической оперы, но недооценивает когнитивные возможности жанра. Аттебери, комментируя оценку Сувина, писал, что в шаблонных и примитивных произведениях научного фэнтези (как у Пирса Энтони или Джека Чалкера) и наука, и фэнтези выглядят фальшиво, но жанр к ним не сводится: Роджеру Желязны или Джину Вулфу удавалось «совместить интеллектуальную силу хорошей научной фантастики с глубиной лучшего символического фэнтези» и одновременно добиться оригинальности.

## Значение
По некоторым оценкам, фэнтези помогает научной фантастике усиливать психологическую составляющую повествования, а научная фантастика, в свою очередь, поддерживает авторитет фэнтези в условиях научно-технического прогресса и создаёт эффект достоверности. Высказывается мнение, что появление научного фэнтези связано с кризисом чистой научной фантастики, которая в условиях постоянного научно-технического прогресса (и падения к нему интереса) вынуждена в большей мере выполнять не просветительскую функцию популяризации НТП (ставшего обыденностью), а чаще обращаться к социальным, этическим и философским проблемам человека. С этой точки зрения упадок научной фантастики и расцвет фэнтези привёл к соединению их элементов в технофэнтези и научном фэнтези. Исследователь Майкл Клифтон в 1987 году выделял три причины превращения старых жанров научной фантастики и фэнтези в гибридное научное фэнтези в условиях технологически развитого общества. Во-первых, традиционные жанры достигли состояния пресыщения, будь то космическая опера или сказочное путешествие — всё это более не даёт ощущения чудесного. Во-вторых, в условиях цифровой революции традиционные печатные издания проигрывают конкуренцию компьютерной графике — видеоигры оказываются более яркими и живыми, чем любая литература. В-третьих, поскольку фантастические жанры связаны с визионерским опытом (термин О. Хаксли) и должны обеспечивать бессознательные приятные ощущения, а машины зачастую производят негативные эмоции (как, например, машины-убийцы в научной фантастике), то роль технологий уменьшается, они становятся фоном. Технологии обеспечивают квазирациональное основание в той степени, в какой необходимо получать наслаждение от визионерского опыта, окрашенного в яркие цвета.
По оценке Аттебери, научное фэнтези, несмотря на повторы и однообразие (свойственные и научной фантастике, и фэнтези), породило интереснейшие «стилистические, нарративные и эпистемологические эксперименты». Аттебери полагал, что успех жанра зависит от способности автора управиться с обеими формами дискурса: при сохранении их независимости и равнозначности возникает новый уровень смысла. По мнению Аттебери, хотя баланс между двумя формами дискурса редко достигается, именно противоречие придаёт «гибридную силу» научному фэнтези как жанру. Как полагал Аттебери, мифологическое научное фэнтези помогает тщательно исследовать «двоякие следствия слов и образов», архетипы, подобно тому как научная фантастика исследует парадоксы путешествий во времени или последствия терраформирования. По его мнению, юмористическое научное фэнтези лучше всего показывает установки научной фантастики и фэнтези, как и их слабости. Аттебери считал одной из задач научного фэнтези выявление предрассудков и способов их преодоления. Карл Мальмгрен, характеризуя произведения «гибридного» поджанра научного фэнтези, отмечал, что они следуют литературной традиции романса и обычному фэнтези: в них изображается имеющий высшую моральную ценность «иной мир» (отличающийся от ценностно-нейтральных миров научной фантастики), «чудесный или экзотический топос», где не действуют законы природы и где герой обретает необычные способности. Созданный мир не сводится к эскапизму, в нём в духе фэнтези присутствует «плохая» и «хорошая» магия, по ходу сюжета цель достигается, зло побеждается, а порядок восстанавливается. Как отмечал Мальмгрен, контраст между мирами отражает свойственные романсу стройность формы, манихейское противопоставление добра и зла, направленность на желания и мечты; эти произведения удовлетворяют потребности в сублимации. По мнению Мальмгрена, научное фэнтези ввиду своего положения между двумя жанрами, которые имеют дело, соответственно, с известным / неизвестным и реальным / воображаемым, затрагивает прежде всего эпистемологические проблемы, исследует «науку» в широком смысле; ставит вопросы о законах природы и научных фактах, природе реальности, «обсуждает философские вопросы метафизики, теологии, космологии, онтологии, метатеории… и мифотворчества».

## В кинематографе, мультипликации и компьютерных играх
Фильм «Звёздные врата» 1994 года режиссёра Роланда Эммериха характеризовался в Encyclopedia of Science Fiction как «эпическое научное фэнтези». Эрик Р. Уильямс причислял к научному фэнтези фильмы «Безумный Макс: Дорога ярости» и «Бегущий по лезвию». В качестве научного фэнтези рассматриваются компьютерные игры Atlantis: The Lost Tales, Batman: Arkham City, Granblue Fantasy и The Technomancer.
В XXI веке научное фэнтези заметно в медиафраншизе «Кинематографическая вселенная Marvel»: фильмы о Торе делают богов, великанов и эльфов пришельцами, помещая их на другие планеты, что, как отмечала Берг, находится в русле современной, хотя и не слишком новой, эвгемеризации скандинавской мифологии. В отличие от комиксов, Асгард располагается на другой планете, тёмные эльфы являются людьми, которые существовали во вселенной до возникновения света, а асгардцы способны создавать похожие на роботов машины; научное объяснение получает и сказочный радужный мост Биврёст, который оказывается червоточиной. Эти новшества, как полагала Берг, позволяют создателям объединить в одной вселенной разных персонажей: Тора и Железного человека с его высокими технологиями. По мнению Берг, такие нарративные ходы делают сказочных существ более привлекательными и жизненными (чем, например, объяснение, согласно которому драконы были выдуманы в результате наблюдений за остатками динозавров) и позволяют объяснить их сверхспособности и невероятные физические данные: здесь научное фэнтези сближается с научной фантастикой, в трактовке Дарко Сувина ставящей вопросы о человеке и мире, в котором он находится, и может пониматься как научная фантастика в обличье фэнтези.
Литературовед Андрада Фату-Тутовяну отмечала рост гибридного жанра в кинематографе и популярной культуре. Фату-Тутовяну, следуя подходам Аттебери и Мальмгрена, рассмотрела в качестве научного фэнтези фильм «Аватар». По её мнению, картина представляет собой разновидность «медийного эскапизма», который достигается через созданный в технологиях 3D научно-фэнтезийный мир. Фильм обращается к коллективной культурной памяти, сочетает технические новшества с различными философскими, религиозными и мифологическими нарративами, включает шаблоны научной фантастики. Мир Пандоры, показанный в упрощённом и привлекательном виде, соответствует эскапистскому стереотипу об потерянном рае и в качестве мифа отвечает на «ностальгию по священному». Как отмечала Фату-Тутовяну, аудиторию не устраивают научные или научно-фантастические объяснения и ценности; благодаря современным технологиям мир выглядит настоящим и обеспечивает максимальный зрительский контакт с вымышленным миром природы, невозможный в реальной жизни. Как полагала Фату-Тутовяну, жанровая схема научного фэнтези позволила совместить мифы, магию и духовные элементы с научной парадигмой компьютерного мира, хотя последняя оказывается несовершенной и преодолевается — научная фантастика превращается в научное фэнтези. Сомнительная идеология «Аватара», нацеленная на преодоление науки и её пороков, в конечном счёте предлагает неверное решение о приоритете религии. Как отмечала литературовед, духовность и мистицизм фильма предполагают пантеизм и экологию; фильм демонстрирует «преображающий опыт» религии, создаёт «иллюзию духовной глубины», эскапизма с помощью 3D-кино, причём имплицитно подразумевается, что источником духовности и религии являются медиа. Как отмечала Фату-Тутовяну, этот приём, помимо прочего, позволяет использовать традиционные нарративные, мифологические и религиозные модели, поддерживающие «нарративную конструкцию двух антагонистичных миров и мировоззрений, способных в итоге соединиться в гармонии, которую обеспечивает вселенная На’ви» (а также голливудский хэппи-энд).
Как «научное фэнтези», смешанное с другими жанрами (научная фантастика, хоррор, истории о супергероях и др.), характеризуются мультсериалы «Гравити Фолз», «Вселенная Стивена», «Ши-Ра и непобедимые принцессы» и «Легенда о Корре». По мнению культуролога Аниша Барая, три последних сериала критикуют общепринятые нормы и властные институты в том же духе, что и детская научная фантастика (13-й сезон «Доктора Кто»). Барай, следуя тезису Аттебери о задаче научного фэнтези, полагал, что «Вселенная Стивена», «Ши-Ра и непобедимые принцессы» и «Легенда о Корре» направлены против «предубеждений об окружающей среде, расе, гендере и сексуальности».